# سمنجة (نبات)
السَّمَنْجَة هو جنس من نحو أربعين نوعًا من النباتات المزهرة في الفصيلة الخلنجية. موطنه شرق وجنوب شرق أستراليا (جنوب شرق كوِنزلَند جنوبًا تسمانية وغربًا إلى جنوب شرق جنوب أستراليا) وكَلِدُنية الجديدة ونيوزِلندة.